# Pałac w Sobótce-Górce
Pałac w Sobótce-Górce – zabytkowy pałac w miejscowości Sobótka-Górka, w zachodniej części miasta Sobótka w województwie dolnośląskim, w powiecie wrocławskim, w gminie Sobótka.
Obiekt położony u podnóża góry Ślęży  pierwotnie jako dawny kościół i klasztor kanoników regularnych; wybudowany w połowie XIII w., przebudowany w XIX w. do formy pałacowej.

## Historia
W 1121 ufundowano na miejscu obecnej budowli, znajdującej się na południowym skraju dawnej wsi, kaplicę dla zakonu kanoników regularnych, sprowadzonych do Sobótki.
Wieś Górka wymieniana jest w dokumentach księcia Henryka Brodatego z 1204 i 1208 roku w związku z decyzją o zwrocie posiadłości zakonowi. Nazwa wsi pojawiła się też w 1250 w dokumentach papieża Innocentego IV w związku z konsekracją nowego kościoła. W 1256 roku książę Bolesław Łysy napadł tu i uwięził biskupa wrocławskiego Tomasza I Zaręmbę.
W 1316 wzmiankowano Pacuszkę, proboszcza z Górki, a w 1320 opata Henryka Calvusa, który uwięził w kościele opata Filipa (swego poprzednika) wraz z kapelanem. Mieszczące się w Górce probostwo augustianów zniszczone zostało przez husytów w 1428 i 1435 roku. Odbudowę rozpoczęto w II połowie XV wieku i kontynuowano w I połowie XVI wieku staraniem proboszczów Franciszka Kräzera i Walentego Äschiusa; do kaplicy dobudowana została część mieszkalna (1524–1553, dalsza rozbudowa 1585 roku, ponowna konsekracja w 1589 roku). Ponownie splądrowane i zniszczone zostało opactwo podczas wojny trzydziestoletniej w latach 1618–1648. W 1736 otynkowane zostało wnętrze kościoła, a po sekularyzacji dóbr kościelnych w Królestwie Prus w 1810 zabudowania probostwa (oprócz samego kościoła, pełniącego rolę parafialnego) sprzedano (1812) w ręce prywatne Ernestowi von Luttwitz, który przeznaczył je na cele mieszkalne.
W latach 1854 i 1868 kościół doczekał się remontu dachu i szczytów. Całość zabudowań mieszkalnych i gospodarczych sprzedana została w 1885 Eugeniuszowi von Kulmitz. Podjął on decyzję o całkowitej ich przebudowie w formie neorenesansowego zamku według projektu architekta wrocławskiego, Wilhelma Rheniusa; prace te wykonano w latach 1886–1891. Naprawy i remonty kompleksu dokonywane były w latach 1908, 1914 i 1928. W 1932 parafię i wyposażenie kościelne przeniesiono do nowego kościoła, a stary kościół zamieniono na magazyn; po II wojnie światowej remonty wykonywano w latach 1965, 1970 i 1973. Od 2002 prowadzono prace archeologiczne, a następnie remont obiektu od 2013.

## Architektura
Po licznych przebudowach całości zachowały się formy gotyckie i renesansowe, przesłonięte neorenesansowymi. Frontowa elewacja budynku z łamanego granitu z dodatkiem cegły, częściowo otynkowanego, skierowana jest ku południowi. Dawny XV-wieczny kościół znajduje się we wschodniej części obiektu, w części środkowej wieża powstała w latach 1524–1553, a dawny budynek gospodarczy z ok. 1558 w części zachodniej. Średniowieczna kaplica mieści się wewnątrz kompleksu, przy czym podczas prac konserwatorsko-remontowych natrafiono w jej pobliżu na resztki fundamentów wieży i murów, co mogłoby wskazywać na to, że w średniowieczu znajdował się tu także zamek. Przy pałacu znajdują się: budynek bramny, oficyna, wozownia browar, nieczynny, z poł. XIX w., ośrodek wychowawczy, z 1930 r., park. Na przełomie XX i XXI wieku w obiekcie znajdował się hotel, obecnie nieczynny.